# Coupe Spengler 1982
Navigation
Édition précédente Édition suivante
La Coupe Spengler 1982 est la 56e édition de la Coupe Spengler. Elle se déroule en décembre 1982 à Davos, en Suisse.

## Règlement du tournoi
Les équipes sont regroupés au sein d'un seul groupe. Les équipes jouent un match contre chacune des autres équipes. Le premier de la poule est déclaré vainqueur de la Coupe Spengler.

## Résultats des matchs et classement
| Clt   | Équipe                       | PJ | V | D | N | BP | BC | Pts |
| ----- | ---------------------------- | -- | - | - | - | -- | -- | --- |
| +001, | Dukla Jihlava                | 4  | 4 | 0 | 0 | 20 | 8  | 8   |
| +002, | Spartak Moscou               | 4  | 3 | 1 | 0 | 21 | 13 | 6   |
| +003, | HC Davos                     | 4  | 1 | 3 | 0 | 16 | 19 | 2   |
| +004, | Cologne EC                   | 4  | 1 | 3 | 0 | 11 | 17 | 2   |
| +005, | Université du Dakota du Nord | 4  | 1 | 3 | 0 | 13 | 24 | 2   |

- Vainqueur de la compétition